# Czartoryja (województwo łódzkie)
Czartoryja – wieś w Polsce położona w województwie łódzkim, w powiecie sieradzkim, w gminie Brąszewice.
W latach 1975–1998 miejscowość administracyjnie należała do województwa sieradzkiego.
Warianty nazwy miejscowości według:
- TERYT: Czartoryja
- BIP Gminy Brąszewice oraz Państwowa Komisja Wyborcza: Czartoria.